# Нимич, Павел Алексеевич
Павел Алексеевич Нимич (укр. Павло Олексійович Німич; 1928, Новая Збурьевка — 2001) — советский деятель сельского хозяйства. Герой Социалистического Труда (1971).

## Биография
Родился в 1928 году в селе Новая Збурьевка.
Указом Президиума Верховного Совета СССР от 26 апреля 1971 года Нимич Павлу Алексеевичу, за высокие достижения в народном хозяйстве, было присвоено звание Героя Социалистического Труда с вручением ордена Ленина и золотой медали «Серп и Молот».
Умер в 2001 году.